# 제시 L. 브라운
제시 L. 브라운(Jesse L. Brown 1926년 10월 13일 ~ 1950년 12월 4일)는 미국의 군인이다.

## 생애

### 한국 전쟁
장진호 전투에서 전사하였다.

## 상훈
- 퍼플 하트

## 같이 보기
- 토마스 J. 허드너 주니어
- 디보션 (2022년 영화)